# Ernestine Washington
Sister Ernestine B. Washington (* 1914 in Arkansas; † 5. Juli 1983 in Chula Vista, Kalifornien) war eine US-amerikanische Gospelsängerin.

## Leben und Wirken
Sister Ernestine Washington wuchs in Arkansas auf und sang zunächst in der Kirche ihres Mannes in Brooklyn, dem Washington Temple C.O.G.I.C.  Ab Mitte der 1940er-Jahre bis in die 1950er-Jahre entstand eine Reihe von Plattenaufnahmen mit Klavierbegleitung, meist für die in Newark (New Jersey) ansässigen Plattenfirmen Arco, Regis und Manor Records von Irving Berman; bekannte Songs waren „Just Make It In“ und „There’s Not a Friend“.
Am 1. Januar 1946 nahm sie für Jubilee Records mit Bunk Johnsons Jazzband auf (u. a. „God’s Amazing Grace“ (Melodisc, S3865) und „Does Jesus Care“); die Platten waren jedoch nicht sonderlich erfolgreich. Außerdem entstanden Aufnahmen mit Vokalbegleitung durch Gruppen wie The Dixie Hummingbirds („Savior Don't Pass me By“/„If I Could Just Make It In“, 1945), The Heavenly Gospel Singers und The Southern Sons, sowie durch ihren Mann, Rev. Frederick Washington. Ihr Repertoire bestand zumeist aus Gospelstandards wie „My Record Will Be There“, „Savior Don't Pass Me By“, „Where Could I Go But to the Lord“, „Jesus Prayed for You and I“. Sie war beeinflusst vom Stil der Roberta Martin Singers; Allmusic vergleicht ihren kraftvollen Shouter-Gesang mit Mahalia Jackson.

## Diskographische Hinweise
- Complete Recordings in Chronological Order, 1943-1948 (Document Records)
- Complete Recordings, Vol. 2: 1954-c.1958 (Document)